# АИГ страховая компания
АИГ страховая компания — российский филиал американской страховой группы AIG c 1994 по 2022 годы.

## История
В России AIG работает с декабря 1994 года, когда лицензию на проведение страховых операций в России получила страховая компания «RUS AIG» со стартовым уставным капиталом 3 млн долларов, регистрационный номер в реестре субъектов страхового рынка — 3256. В ноябре 1998 года компания была переименована в ЗАО «Страховая компания AIG Россия».
В начале 2004 года бизнес AIG по страхованию жизни в России в соответствии с изменившимся российским законодательством был отделен от иных видов страхования. Для проведения операций по имущественному страхованию и перестрахованию была создана новая страховая компания — ЗАО «АИГ страховая и перестраховочная компания» (регистрационный номер 3947), а операции по личному страхованию были оставлены в уже действовавший компании, которая в 2007 году была переименована в ЗАО «Страховая компания АИГ Лайф» (позже, в 2007 году — в ЗАО «Страховая компания АЛИКО», в 2014 году — в ЗАО «Страховая компания МетЛайф», в 2021 году — в Совкомбанк жизнь).
В настоящее время эта компания уже не является дочерней структурой AIG — она принадлежала компании MetLife, а в 2020 году была продана Совкомбанку.
3 августа 2009 года «АИГ страховая и перестраховочная компания» изменила название на ЗАО «Страховая компания Чартис» (100 % акций ЗАО «Чартис» принадлежало Chartis Europe S.A., ранее AIG Europe S.A.). 15 ноября 2012 года в России ЗАО «Чартис» переименовывается в ЗАО «АИГ» (с 2017 года — АО «АИГ»). ЦБ РФ выдал компании 12 апреля 2017 года лицензии на страхование СИ № 3947, СЛ № 3947, ОС № 3947-04, на перестрахование ПС № 3947.
С февраля 1996 года по декабрь 2013 года AIG владела также заметным пакетом акций российской перестраховочной компании «Русское перестраховочное общество» (доля колебалась от 15 % до 22,5 %).
На протяжении многих лет в прессе обсуждались планы AIG покупки крупных страховых активов в России. Среди наиболее вероятных вариантов в 2001 году назывались «Росгосстрах» и «Ингосстрах». В 2002 году Моррис Гринберг заявлял о намерении AIG купить Военно-страховую компанию.
В декабре 2022 года компания была продана бывшим руководителям фонда Russia Partners и переименована в Guardia («Гардия»)

### Деятельность
Страховая компания АИГ занимается преимущественно корпоративным страхованием и перестрахованием (входит в топ-10 страховщиков в сегменте корпоративного страхования). Среди видов страхования, в которых компания занимает одно из первых мест в России — страхование кибер-рисков и страхование ответственности руководителей (D&O). Согласно проведённому в 2021 году исследованию Национального рейтингового агентства (НРА) АИГ является единственной на российском рынке компанией, которая представляет услуги комплексного страхования экологических рисков. Перестраховочную защиту AIG используют страховые компании России и государств-соседей, входивших ранее в состав СССР, а также страховщики из Восточной Европы. АИГ является действующим членом Всероссийского союза страховщиков (ВСС) и Национального союза страховщиков ответственности (НССО).

### Рейтинги
- Агентство «Эксперт РА» в 2016 присвоило компании рейтинг «А++» (наивысший уровень надежности), прогноз — «стабильный»[24]. В 2017 году, в связи с изменением методологии исследования, компании присвоен аналогичный рейтинг «ruAA», в 2018 повышен до «ruAA++» (подтвержден в 2019), прогноз «стабильный»[25]. Как фактор поддержки агентство отметило лидирующие позиции на мировом рынке материнской группы AIG, которая обладает высокой финансовой надежностью и устойчивостью. Как указывает «Эксперт РА», на российском рынке «АИГ» занимается в основном страхованием крупных рисков, пользуясь перестраховочной защитой в компаниях, входящих в группу AIG[26]. В 2020 «Эксперт РА» подтвердил рейтинг финансовой надежности страховой компании «АИГ» на уровне «ruAA+». Прогноз по рейтингу — «стабильный». В 2021 «Эксперт РА» повысил рейтинг финансовой надежности страховой компании «АИГ» до уровня «ruAAA». Прогноз по рейтингу — «стабильный»[27]. В марте 2022 года рейтинг был отозван[25].

### Достижения
- Входит в ТОП25 страховщиков иного, чем страхование жизни по сборам страховых и перестраховочных премий, Банк РФ, 2020[28];
- Входит в ТОП25 страховщиков имущества по сборам страховых премий, Банк РФ, 2020[28];
- Входит в ТОП15 страховщиков ответственности, финансовых рисков по сборам страховых премий, Банк РФ, 2020[28];
- Входит в ТОП15 страховщиков ответственности грузов по сборам страховых премий, Банк РФ, 2020[28];
- Входит в ТОП15 страховщиков по входящему перестрахованию по сборам страховых премий, Банк РФ, 2020[28].